# Fria elektronmodellen
Fria elektronmodellen är en vetenskaplig modell för att förklara fysikaliska egenskaper hos metaller. I modellens beskrivning lämnar valenselektronerna sin moderatom och vandrar helt fritt i materialet, som en så kallad elektrongas. Den första klassiska beskrivningen gavs 1900 av Paul Drude. En kvantmekanisk beskrivning gjordes av Arnold Sommerfeld.

## Klassisk elektrongas
Fem år efter Thomsons upptäckt av elektronen presenterade Drude en klassisk modell som kunde förklara samband mellan ett antal elektriska och termiska egenskaper av metaller. Han antog att valenselektronerna hade termiska energier och att de rörde sig i slumpvisa riktningar med hastigheter enligt Maxwell–Boltzmannfördelningen. Det elektriska fältet av en pålagd spänning skulle accelerera elektronerna i en bestämd riktning, men en inre friktion i modellen gav en konstant drifthastighet. Friktionen kunde tillskrivas till elektronernas kollisioner med atomer, som gav en relaxationstid τ. Modellen kunde beskriva:
- Ohms lag och elektronernas låga medelhastighet;
- Halleffektens storlek, som stämde med olika metallers olika antal valenselektroner;
- elektrisk ledningsförmåga för högfrekventa växelfält med perioder kring τ;
- relaxationstiden multiplicerad med termisk hastighet gav en fri medelväglängd typisk för atomavstånd;
- värmeledningsförmåga i överensstämmelse med Wiedemann-Franz-lagen och ett bra värde för Lorenztalet.

Ett problem var dock att modellen skulle ge metaller en stor extra elektronisk värmekapacitet enligt den klassiska teorin för en ideal gas, tvärtemot Dulong–Petits lag att fasta ämnen har ungefär samma molära värmekapacitet. Diskrepansen förbryllade eftersom teorin gav så bra resultat för värmeledningsförmågan.

## Kvantgas
Problemet med den klassiska teorin är att elektrongasen består av ourskiljbara partiklar. I metaller är medelavstånd av samma storleksordning som den kvantmekaniska obestämbarheten i deras position. Det gör att klassisk Boltzmannstatistik ger fel resultat. 
För elektroner (som är fermioner) gäller Paulis uteslutningsprincip. Med så stor elektrontäthet som i metaller finns det för få tillstånd vid låga termiska energier. Grundtillståndet är att elektroner har kinetiska energier upp till fermienergin. Dessa energier är flera elektronvolt, minst hundra gånger större än termiska energier vid rumstemperatur.
En höjning i temperatur ger ingen ändring i energi för de flesta elektronerna. Enligt Fermi-Dirac-statistik påverkas endast fördelningen i ett område kBT kring fermienergin. Eftersom denna termiska energi vid rumstemperatur är ungefär två storleksordningar mindre än typiska värden av fermienergin, är även kvantelektrongasens värmekapacitivitet ungefär hundra gånger mindre och försumbar mot atomrörelsens bidrag.